# A Hell on Wheels – Pokoli vadnyugat epizódjainak listája
A Hell on Wheels – Pokoli vadnyugat című amerikai drámasorozat epizódjainak listája következik. Az első epizódot Amerikában 2011. november 6-án az AMC,  Magyarországon 2022. november 30-án az RTL+ mutatta be.

## Évados áttekintés
| Évad | Évad | Epizódok | Eredeti sugárzás    | Eredeti sugárzás   | Eredeti adó        | Magyar sugárzás    | Magyar sugárzás    | Magyar adó |
| Évad | Évad | Epizódok | Évadpremier         | Évadfinálé         | Eredeti adó        | Évadpremier        | Évadfinálé         | Magyar adó |
| ---- | ---- | -------- | ------------------- | ------------------ | ------------------ | ------------------ | ------------------ | ---------- |
|      | 1    | 10       | 2011. november 6.   | 2012. január 15.   |                    | 2022. november 30. | 2022. november 30. |            |
|      | 2    | 10       | 2012. augusztus 12. | 2012. október 7.   | 2022. december 14. | 2022. december 14. |                    |            |
|      | 3    | 10       | 2013. augusztus 10. | 2013. október 5.   | 2023. január 18.   | 2023. január 18.   |                    |            |
|      | 4    | 13       | 2014. augusztus 2.  | 2014. november 22. | 2023. február 8.   | 2023. február 8.   |                    |            |
|      | 5    | 14       | 2015. július 18.    | 2016. július 23.   | 2023. február 15.  | 2023. február 15.  |                    |            |

## Epizódok

### 1. évad (2011-2012)
| Sor. | Év. | Cím                          | Rendező           | Író                       | Premier                               |
| ---- | --- | ---------------------------- | ----------------- | ------------------------- | ------------------------------------- |
| 1.   | 1.  | Hell on Wheels               | David Von Ancken  | Tony Gayton és Joe Gayton | 2011. november 6. 2022. november 30.  |
| 2.   | 2.  | Immoral Mathematics          | David Von Ancken  | Tony Gayton és Joe Gayton | 2011. november 13. 2022. november 30. |
| 3.   | 3.  | A New Birth of Freedom       | Phil Abraham      | John Shiban               | 2011. november 20. 2022. november 30. |
| 4.   | 4.  | Jamais Je Ne T'oublierai     | Alex Zakrzewski   | Jami O'Brien              | 2011. november 27. 2022. november 30. |
| 5.   | 5.  | Bread and Circuses           | Adam Davidson     | Mark Richard              | 2011. december 4. 2022. november 30.  |
| 6.   | 6.  | Pride, Pomp and Circumstance | Michael Slovis    | Bruce Marshall Romans     | 2011. december 11. 2022. november 30. |
| 7.   | 7.  | Revelations                  | Michelle MacLaren | Tony Gayton és Joe Gayton | 2011. december 18. 2022. november 30. |
| 8.   | 8.  | Derailed                     | David Von Ancken  | Mark Richard              | 2012. január 1. 2022. november 30.    |
| 9.   | 9.  | Timshel                      | John Shiban       | John Shiban               | 2012. január 8. 2022. november 30.    |
| 10.  | 10. | God of Chaos                 | David Von Ancken  | Tony Gayton és Joe Gayton | 2012. január 15. 2022. november 30.   |

### 2. évad (2012)
| Sor. | Év. | Cím                    | Rendező              | Író                                   | Premier                                 |
| ---- | --- | ---------------------- | -------------------- | ------------------------------------- | --------------------------------------- |
| 11.  | 1.  | Viva la Mexico         | David Von Ancken     | Tony Gayton és Joe Gayton             | 2012. augusztus 12. 2022. december 14.  |
| 12.  | 2.  | Durant, Nebraska       | Adam Davidson        | John Shiban                           | 2012. augusztus 19. 2022. december 14.  |
| 13.  | 3.  | Slaughterhouse         | Sergio Mimica-Gezzan | Jami O'Brien és Bruce Marshall Romans | 2012. augusztus 26. 2022. december 14.  |
| 14.  | 4.  | Scabs                  | Catherine Hardwicke  | Chris Mundy                           | 2012. szeptember 2. 2022. december 14.  |
| 15.  | 5.  | The Railroad Job       | Michael Nankin       | Mark Richard                          | 2012. szeptember 9. 2022. december 14.  |
| 16.  | 6.  | Purged Away with Blood | Joe Gayton           | Tony Gayton és Tom Brady              | 2012. szeptember 16. 2022. december 14. |
| 17.  | 7.  | The White Spirit       | David Von Ancken     | Jami O'Brien és Bruce Marshall Romans | 2012. szeptember 23. 2022. december 14. |
| 18.  | 8.  | The Lord's Day         | Rod Lurie            | Mark Richard és Chris Mundy           | 2012. szeptember 30. 2022. december 14. |
| 19.  | 9.  | Blood Moon             | Terry McDonough      | Mark Richard és Jami O'Brien          | 2012. október 7. 2022. december 14.     |
| 20.  | 10. | Blood Moon Rising      | John Shiban          | John Shiban                           | 2012. október 7. 2022. december 14.     |

### 3. évad (2013)
| Sor. | Év. | Cím                   | Rendező                          | Író                           | Premier                               |
| ---- | --- | --------------------- | -------------------------------- | ----------------------------- | ------------------------------------- |
| 21.  | 1.  | Big Bad Wolf          | David Von Ancken                 | Mark Richard                  | 2013. augusztus 10. 2023. január 18.  |
| 22.  | 2.  | Eminent Domain        | Adam Davidson                    | John Wirth                    | 2013. augusztus 10. 2023. január 18.  |
| 23.  | 3.  | Range War             | Dennie Gordon                    | Mark Richard és Reed Steiner  | 2013. augusztus 17. 2023. január 18.  |
| 24.  | 4.  | The Game              | Adam Davidson                    | Jami O'Brien                  | 2013. augusztus 24. 2023. január 18.  |
| 25.  | 5.  | Searchers             | Neil LaBute                      | Bruce Marshall Romans         | 2013. augusztus 31. 2023. január 18.  |
| 26.  | 6.  | One Less Mule         | David Straiton és Deran Sarafian | John Wirth és Lolis Eric Elie | 2013. szeptember 7. 2023. január 18.  |
| 27.  | 7.  | Cholera               | Deran Sarafian                   | Tom Brady                     | 2013. szeptember 14. 2023. január 18. |
| 28.  | 8.  | It Happened in Boston | Rosemary Rodriguez               | Mark Richard                  | 2013. szeptember 21. 2023. január 18. |
| 29.  | 9.  | Fathers and Sins      | Billy Gierhart                   | John Wirth és Reed Steiner    | 2013. szeptember 28. 2023. január 18. |
| 30.  | 10. | Get Behind the Mule   | Neil LaBute                      | Mark Richard és Jami O'Brien  | 2013. október 5. 2023. január 18.     |

### 4. évad (2014)
| Sor. | Év. | Cím                    | Rendező        | Író                             | Premier                               |
| ---- | --- | ---------------------- | -------------- | ------------------------------- | ------------------------------------- |
| 31.  | 1.  | The Elusive Eden       | Neil LaBute    | Mark Richard                    | 2014. augusztus 2. 2023. február 8.   |
| 32.  | 2.  | Escape From the Garden | Neil LaBute    | Mark Richard                    | 2014. augusztus 9. 2023. február 8.   |
| 33.  | 3.  | Chicken Hill           | Dennie Gordon  | John Wirth                      | 2014. augusztus 16. 2023. február 8.  |
| 34.  | 4.  | Reckoning              | Dennie Gordon  | Jennifer Cecil                  | 2014. augusztus 23. 2023. február 8.  |
| 35.  | 5.  | Life's a Mystery       | David Straiton | Mark Richard és Tom Brady       | 2014. augusztus 30. 2023. február 8.  |
| 36.  | 6.  | Bear Man               | Clark Johnson  | Max Hurwitz                     | 2014. szeptember 6. 2023. február 8.  |
| 37.  | 7.  | Elam Ferguson          | Rod Lurie      | Mark Richard és Tom Brady       | 2014. szeptember 13. 2023. február 8. |
| 38.  | 8.  | Under Color of Law     | Michael Nankin | John Romano                     | 2014. szeptember 20. 2023. február 8. |
| 39.  | 9.  | Two Trains             | Marvin V. Rush | Bruce Marshall Romans           | 2014. szeptember 27. 2023. február 8. |
| 40.  | 10. | Return to Hell         | Billy Gierhart | Jami O'Brien                    | 2014. október 4. 2023. február 8.     |
| 41.  | 11. | Bleeding Kansas        | Seith Mann     | Michael C. Martin és Jimmy Mero | 2014. november 8. 2023. február 8.    |
| 42.  | 12. | Thirteen Steps         | Roxann Dawson  | Tom Brady                       | 2014. november 15. 2023. február 8.   |
| 43.  | 13. | Further West           | Adam Davidson  | John Wirth éd John Romano       | 2014. november 22. 2023. február 8.   |

### 5. évad (2015-2016)
| Sor. | Év. | Cím                   | Rendező          | Író                          | Premier                               |
| ---- | --- | --------------------- | ---------------- | ---------------------------- | ------------------------------------- |
| 44.  | 1.  | Chinatown             | David Straiton   | Jami O'Brien                 | 2015. július 18. 2023. február 15.    |
| 45.  | 2.  | Mei Mei               | Billy Gierhart   | John Wirth és Thomas Brady   | 2015. július 25. 2023. február 15.    |
| 46.  | 3.  | White Justice         | David Straiton   | John Romano                  | 2015. augusztus 1. 2023. február 15.  |
| 47.  | 4.  | Struck                | Clark Johnson    | Max Hurwitz                  | 2015. augusztus 8. 2023. február 15.  |
| 48.  | 5.  | Elixir of Life        | Karen Gaviola    | Michael Saltzman             | 2015. augusztus 15. 2023. február 15. |
| 49.  | 6.  | Hungry Ghosts         | Neil LaBute      | Jami O'Brien és Miki Johnson | 2015. augusztus 22. 2023. február 15. |
| 50.  | 7.  | False Prophets        | Rod Lurie        | John Romano és Thomas Brady  | 2015. augusztus 29. 2023. február 15. |
| 51.  | 8.  | Two Soldiers          | Michael Nankin   | John Wirth és Thomas Brady   | 2016. június 11. 2023. február 15.    |
| 52.  | 9.  | Return to the Garden  | Marvin V. Rush   | Jami O'Brien                 | 2016. június 18. 2023. február 15.    |
| 53.  | 10. | 61 Degrees            | Michael Nankin   | Max Hurwitz                  | 2016. június 25. 2023. február 15.    |
| 54.  | 11. | Gambit                | Adam Davidson    | John Romano és Miki Johnson  | 2016. július 2. 2023. február 15.     |
| 55.  | 12. | Any Sum Within Reason | Tim Southam      | Thomas Brady                 | 2016. július 9. 2023. február 15.     |
| 56.  | 13. | Railroad Men          | Jeremy Webb      | John Wirth és Thomas Brady   | 2016. július 16. 2023. február 15.    |
| 57.  | 14. | Done                  | David Von Ancken | Jami O'Brien és Thomas Brady | 2016. július 23. 2023. február 15.    |